# Aleja św. Jana Pawła II w Kołobrzegu
aleja św. Jana Pawła II w Kołobrzegu – jedna z głównych ulic śródmieścia Kołobrzegu.

## Historia
Ulica została wytyczona w 1873 r. wkrótce po likwidacji lądowej twierdzy w Kołobrzegu. Powstała w miejscu dawnych wałów ziemnych i rowów fortecznych. Do 1945 r. nosiła nazwę ul. Chmielnej (niem. Kummertstrasse).
Zabudowa ulicy znacznie ucierpiała w czasie II wojny światowej. W latach 60. XX wieku wybudowano wzdłuż niej postmodernistyczne osiedle mieszkaniowe, przy którym powstał pasaż punktów usługowych i sklepów. W okresie Polskiej Rzeczypospolitej Ludowej była to główna ulica miasta. W 2017 r. w związku z dekomunizacją nazewnictwa, zmieniono nazwę ulicy z Walki Młodych na aleja św. Jana Pawła II.
Obecnie nie odgrywa już roli centrum miasta z uwagi na przywrócenie tej funkcji w latach 90. XX wieku obszarowi wokół placu Ratuszowego i ulicy Armii Krajowej.

## Opis
Ulica rozpoczyna się przy skrzyżowaniu z ulicą Podporucznika E. Łopuskiego, pod budynkiem dawnego sądu, obecnie pełniącego funkcję siedziby Komendy Powiatowej Policji w Kołobrzegu. Kończy się przy skrzyżowaniu z ulicą Koszalińską. Na całej niemal długości posiada dwie jezdnie rozdzielone pasem zieleni. Na obydwu jezdniach wytyczony został pas dla rowerzystów.